# Paridea cyanipennis
Paridea cyanipennis es una especie de insecto coleóptero de la familia Chrysomelidae.
Fue descrita científicamente en 1935 por Chujo.